# Centauropsis
Centauropsis Bojer ex DC., 1836 è un genere di piante angiosperme dicotiledoni della famiglia delle Asteraceae.

## Etimologia
Il nome scientifico del genere è stato definito per la prima volta dai botanici Wenceslaus Bojer (1797-1856) e Augustin Pyramus de Candolle (1778-1841) nella pubblicazione "Prodromus Systematis Naturalis Regni Vegetabilis (DC.)" (Prodr. [A. P. de Candolle] 5: 93) del 1836.

## Descrizione
Le specie di questa voce sono degli arbusti. La pubescenza degli steli è glabra o lepidota (ossia la superficie è lucente a causa di peli a forma di scudo o squame). Gli organi interni di queste piante contengono lattoni sesquiterpenici.
In genere sono presenti sia foglie basali che cauline. Le foglie lungo il caule normalmente sono a disposizione alternata. Quelle basali (se presenti) spesso formano delle rosette. La forma della lamina (semplice o segmentata) è più o meno lanceolata. I bordi possono essere continui o finemente dentati. La superficie superiore è verde, quella inferiore è più scura. Le venature in genere sono pennate. Le stipole sono assenti.
Le infiorescenze sono composte da capolini (da 1 a pochi) terminali.  I capolini, discoidi e subsessili o lungamente peduncolati, sono formati da un involucro persistente a forma emisferica composto da brattee (o squame) all'interno delle quali un ricettacolo fa da base ai fiori tubulosi. Le brattee, da 25 a 50, sono disposte in più 4 - 6 in modo embricato e scalato ed hanno delle forme da lineari a lanceolate; i bordi sono dentati; il colore è più o meno verde. Quelle interne sono decidue. Il ricettacolo, a forma piatta o più o meno conica, è provvisto di pagliette.
I fiori, da 25 a 50 e più, sono tetra-ciclici (ossia sono presenti 4 verticilli: calice – corolla – androceo – gineceo) e pentameri (ogni verticillo ha 5 elementi). I fiori sono tubulosi (actinomorfi) e sono ermafroditi (bisessuali) e fertili.
- Formula fiorale:

*/x K {\displaystyle \infty }, [C (5), A (5)], G 2 (infero), achenio
- Calice: i sepali del calice sono ridotti ad una coroncina di squame.
- Corolla: la corolla dei fiori tubulosi è glabra ed ha un profondo tubo con 5 lobi finali. I colori sono lavanda, blu o bianco.
- Androceo: gli stami sono 5 con filamenti liberi, glabri o papillosi e distinti. Le antere sono saldate in un manicotto (o tubo) circondante lo stilo ed hanno in genere hanno una forma sagittata con base ampiamente caudata. Le appendici apicali delle antere non sono ghiandolose. Nell'endotecio sono presenti delle zone più spesse. Il polline normalmente è tricolporato a forma sferica o schiacciata ai poli.
- Gineceo: lo stilo è filiforme con due stigmi. La base dello stilo è privo di nodi. Gli stigmi sono lunghi e divergenti; sono sottili, pelosi (peli acuti tipo spazzola) e con apice acuto; la superficie stigmatica è interna (vicino alla base). L'ovario è infero uniloculare formato da 2 carpelli. L'ovulo è unico e anatropo.

I frutti sono degli acheni con pappo. La forma dell'achenio in genere è subcilindrica con 10 o 20 coste e superficie glabra. Nell'achenio, privo di fitomelanina, sono presenti dei rafidi allungati. Il pericarpo può essere di tipo parenchimatico, altrimenti è indurito (lignificato) radialmente.  Il carpoforo (o carpopodium - il ricettacolo alla base del gineceo) è anulare. I pappi, formati da una o più serie di setole capillari o squame, più corte del corpo dell'achenio, sono direttamente inseriti nel pericarpo o connati in un anello parenchimatico posto sulla parte apicale dell'achenio.

## Biologia
- Impollinazione: l'impollinazione avviene tramite insetti (impollinazione entomogama tramite farfalle diurne e notturne).
- Riproduzione: la fecondazione avviene fondamentalmente tramite l'impollinazione dei fiori (vedi sopra).
- Dispersione: i semi (gli acheni) cadendo a terra sono successivamente dispersi soprattutto da insetti tipo formiche (disseminazione mirmecoria). In questo tipo di piante può avvenire anche un altro tipo di dispersione: zoocoria. Infatti gli uncini (se presenti) delle brattee dell'involucro si agganciano ai peli degli animali di passaggio disperdendo così anche su lunghe distanze i semi della pianta.

## Distribuzione e habitat
Le specie di questo gruppo si trovano principalmente nel Madagascar.

## Tassonomia
La famiglia di appartenenza di questa voce (Asteraceae o Compositae, nomen conservandum) probabilmente originaria del Sud America, è la più numerosa del mondo vegetale, comprende oltre 23.000 specie distribuite su 1.535 generi, oppure 22.750 specie e 1.530 generi secondo altre fonti (una delle checklist più aggiornata elenca fino a 1.679 generi). La famiglia attualmente (2021) è divisa in 16 sottofamiglie.

### Filogenesi
Le specie di questo gruppo appartengono alla sottotribù Centrapalinae H. Rob, descritta all'interno della tribù Vernonieae Cass. della sottofamiglia Vernonioideae Lindl.. Questa classificazione è stata ottenuta ultimamente con le analisi del DNA delle varie specie del gruppo. Dagli ultimi studi filogenetici sul DNA la tribù Vernonieae è risultata divisa in due grandi cladi: Muovo Mondo e Vecchio Mondo. Centrapalinae occupa una posizione centrale e appartiene al clade del Vecchio Mondo; in particolare è inclusa nel subclade africano più vicino alle specie tropicali americane.
La sottotribù, e quindi i suoi generi, si distingue per i seguenti caratteri:
- il portamento delle specie di questo gruppo è erbaceo perenne o subarbustivo;
- la pubescenza degli steli è fatta di peli semplici o irregolarmente da peli a forma di "T";
- le appendici delle antere talvolta hanno delle pareti cellulari ispessite;
- gli acheni possono avere fino a 10 coste;

In precedenza la tribù Vernonieae, e quindi la sottotribù di questo genere, era descritta all'interno della sottofamiglia Cichorioideae. Il genere di questa voce è stato anche descritto come appartenente alla sottotribù Gymnantheminae H.Rob. (sempre nel gruppo delle Vernonieae).
I caratteri distintivi per questo genere sono i seguenti:
- il ricettacolo è provvisto di pagliette.
- il pappo è formato da setole capillari più corte del corpo dell'achenio.

### Elenco delle specie
Questo genere ha 8 specie:
- Centauropsis antanossi Humbert
- Centauropsis cuspidata  Humbert
- Centauropsis decaryi  Humbert
- Centauropsis fruticosa  Bojer ex DC.
- Centauropsis laurifolia  Humbert
- Centauropsis perrieri  Humbert
- Centauropsis rhaponticoides  Drake
- Centauropsis vilersii  Humbert